# Psychotria elongatosepala
Psychotria elongatosepala är en måreväxtart som först beskrevs av De Wild., och fick sitt nu gällande namn av Ernest Marie Antoine Petit. Psychotria elongatosepala ingår i släktet Psychotria och familjen måreväxter. Inga underarter finns listade i Catalogue of Life.